# 10,5cm leFH 18
10,5cm leFH 18 (německy 10,5-cm-leichte Feldhaubitze 18 - „lehká polní houfnice“) byla německá lehká houfnice používaná během druhé světové války.
Šlo o standardní divizní polní houfnici. Navržena a vyvinuta byla firmou Rheinmetall mezi lety 1929–30 a do služeb Wehrmachtu se dostala roku 1935. V německé armádě se pak používala až do roku 1945. Před rokem 1938 se tyto houfnice vyvážely do Maďarska a Španělska. 53 ks také obdrželo Finsko, kde byly známé jako 105 H 33.
Tuto houfnici také používalo útočné dělo StuH 42 pod označením 10,5cm StuH 42 L/28, což v kódování německé techniky znamenalo: 10,5cm ráži, tedy průměr vývrtu hlavně. StuH je zkratka pro SturmHaubitze (útočná houfnice). Číslo 42 znamená rok zavedení do výzbroje. L/28 označuje délku hlavně od jejího ústí po patu, bez nábojové komory i bez přídavné úsťové brzdy a to tak, že tato hlaveň je dlouhá 28 násobků jejího průměru (ráže). Hlaveň L/28 je tedy dlouhá 28×105, to znamená 2 940 mm, tedy 2,94 m.
Stejný způsob značení platil i pro tanky a ostatní techniku.